# Tomte

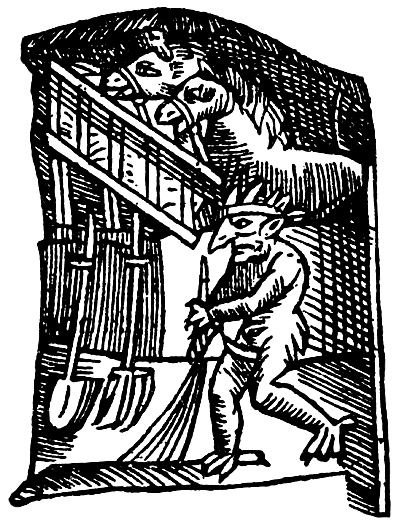
Gårdstomte i stallet, från Olaus Magnus Historia om de nordiska folken (1555).

Tomtar, särskilt gårdstomte och hustomte, är övernaturliga naturväsen i nordisk folktro i form av trollkunniga, händiga småfolk som håller sig borta från människors syn. De är oftast snälla väsen som vakar och bringar lycka över något, särskilt en gård med tillhörande ägor, där de ser till att djuren har mat och värme, således ofta ett gårdens skyddsväsen, men de kan även bestraffa folk om så tycks förtjänas, såsom att spilla mjölk eller värre. De är även kända för att busa genom att gömma folks ägodelar.
Tomtar är mytologiskt besläktade med småtroll, dvärgar, vättar, pysslingar och annat småfolk och delar flera drag med dessa, såsom trollkunnighet, händighet och ringa kroppsstorlek etc. De avbildas i modern tid främst med utväxt skägg och luva.

## Namn och etymologi
Tomte härrör från ordet tomt och torde ursprungligen har uppstått som förled i sammansättningar för väsendet och senare blivit utlöst som självständigt ord. Tidiga sammansättningar är bland annat tomtegubbe (tomt-gubbe) och tomtebisse (tomt-bisse), där ”bisse” betyder anförare, vise, huvudman, högsta hönset.
Andra namn för väsendet är tomtrået (jämför rå (folktro)), tomtevätte (se vätte), tomtegumma (jämte tomtegubbe), tomtenisse eller bara nisse. I Skåne, Danmark och Norge kallas han företrädesvis nisse eller goanisse (jämför uttrycket Nisse god dräng), ursprungligen ett noanamn. På svenska förekommer även puke (egentligen en smådjävul), pyske, hempjäske och pixy (småfolk, pyssling) för tomtar. På finska finns tonttu som är inlånat från svenskan.
Liknande husandar hos andra folk är de romerska penates och lares, den ryska domovoj (även hos andra slaver), hob i England, brownie i Skottland och Heinzelmännchen i Tyskland. I senare tid finns även elementaranden gnom som inhämtar element från tomten och som blivit synonymt på engelska (engelska: gnome).

## Beskrivning

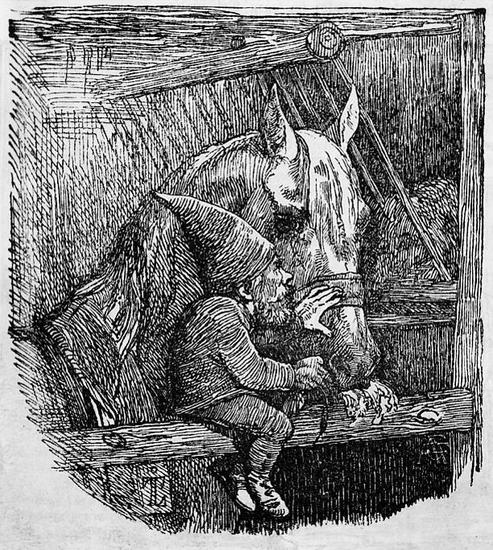
Nissen i Tirup fodrer den hvide hoppe, träsnitt av Andreas Flinch (1842) efter förlaga av Johan Thomas Lundbye. Lundbyes bilder av tomtar kom att få stor betydelse för hur gårdstomten kom att avbildas inom konsten.

Tomten var en slags skuggbonde med övernaturliga krafter som såg till att gården har lycka med sig. Han antogs ofta vara den förste mannen som odlade upp just den gården, och som inte kommer till ro efter döden, utan hela tiden måste se till "sin" gård. Han visade sig ogärna, men beskrivs som en äldre man och mindre än människor (exakt hur liten varierar, men ibland noteras han vara alnshög), ofta med vitt skägg, gråa kläder och luva. Det var viktigt att hålla sig väl med honom och inte förarga honom på något sätt. Tomten hade ett vresigt temperament och kunde hämnas om man exempelvis misskötte djuren eller behandlade honom respektlöst. Framför allt vakade han över djuren i stall och ladugård.
Som tack för hans arbete gav gårdens ägare tomten en skål gröt. Enligt en senare tradition skulle han vara särskilt förtjust i risgrynsgröt (sötgröt), som därför även kallas tomtegröt.
Tomten har en del gemensamt med vättarna. Båda hör till oknyttens skara och sades exempelvis hålla till under vårdträdet, och gårdsvätten är ett annat namn på tomten. I västerbottnisk folktro förekommer benämningen gårdstomte. I de isländska sagorna talas det om landvättar som man inte fick skrämma bort för att lyckan skulle fly bygden, och som med mycket annat i folktron kan man se tomten som en del av den fornnordiska religionen som kvarlevt synkretiskt med kristendomen. Den heliga Birgitta varnar på två ställen i sina uppenbarelser för att hedra tomtegudar (tompta gudhi, tompa gudhom); liknande varningar utfärdas i äldre predikosamlingar och bibelkommentarer.

## Sentida bild
Med ökad urbanisering och industrialisering kom tomten under 1800-talet att bli en symbol för företagsamhet och näringsidkare. Så är han bland annat framställd i Stuckatörens hus i Stockholm.
Två personer som format många nutida svenskars bild av tomten är Viktor Rydberg med sin dikt Tomten från 1881, där tomten ser efter gården en midvinternatt och funderar över människornas ändliga livstid, och Jenny Nyström som från 1874 tecknade flera julkort med tomtemotiv, vilka ännu finns i nytryck. Dessa kom att påverka tomtens utveckling till att bli en symbol för midvintern och julen, så att den utomlands ifrån hämtade Sankt Nikolaus-figuren i Sverige kom att bli Jultomten.

## Jultomten

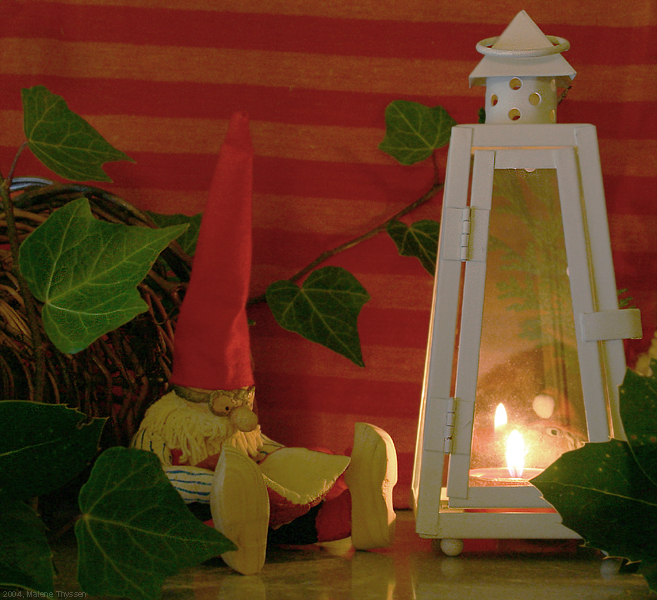
Tomtenisse som julprydnad.

Jultomten, som på kontinenten oftast kallas något i stil julmannen eller Sankt Nikolaus efter en helgonförklarad biskop i dagens Turkiet, lånades in till Sverige under andra halvan av 1800-talet, främst från Tyskland, och fick namnet "jultomte". I svenskspråkiga områden i Finland kallas han Julgubben och har inte samma koppling till folktrons tomtar.
Innan Jultomten/Julgubben kom till, var det julbocken som skötte julklappsutdelningen. Jultomten har hjälp av tomtenissar (på engelska, där Santa Claus inte betraktas som en tomte, är medhjälparna i stället alver, elves).

## Överförda betydelser
Man kan även använda ordet tomte i överförd bemärkelse. Någon som utför många sysslor på ett företag kan uppskattande kallas för företagets hustomte. En person med helskägg kan också skämtsamt kallas tomte. Ordet tomte kan ibland även användas nedsättande om någon person med avvikande beteende. Uttrycket ha tomtar på loftet betyder att inte vara riktigt klok.

## Galleri

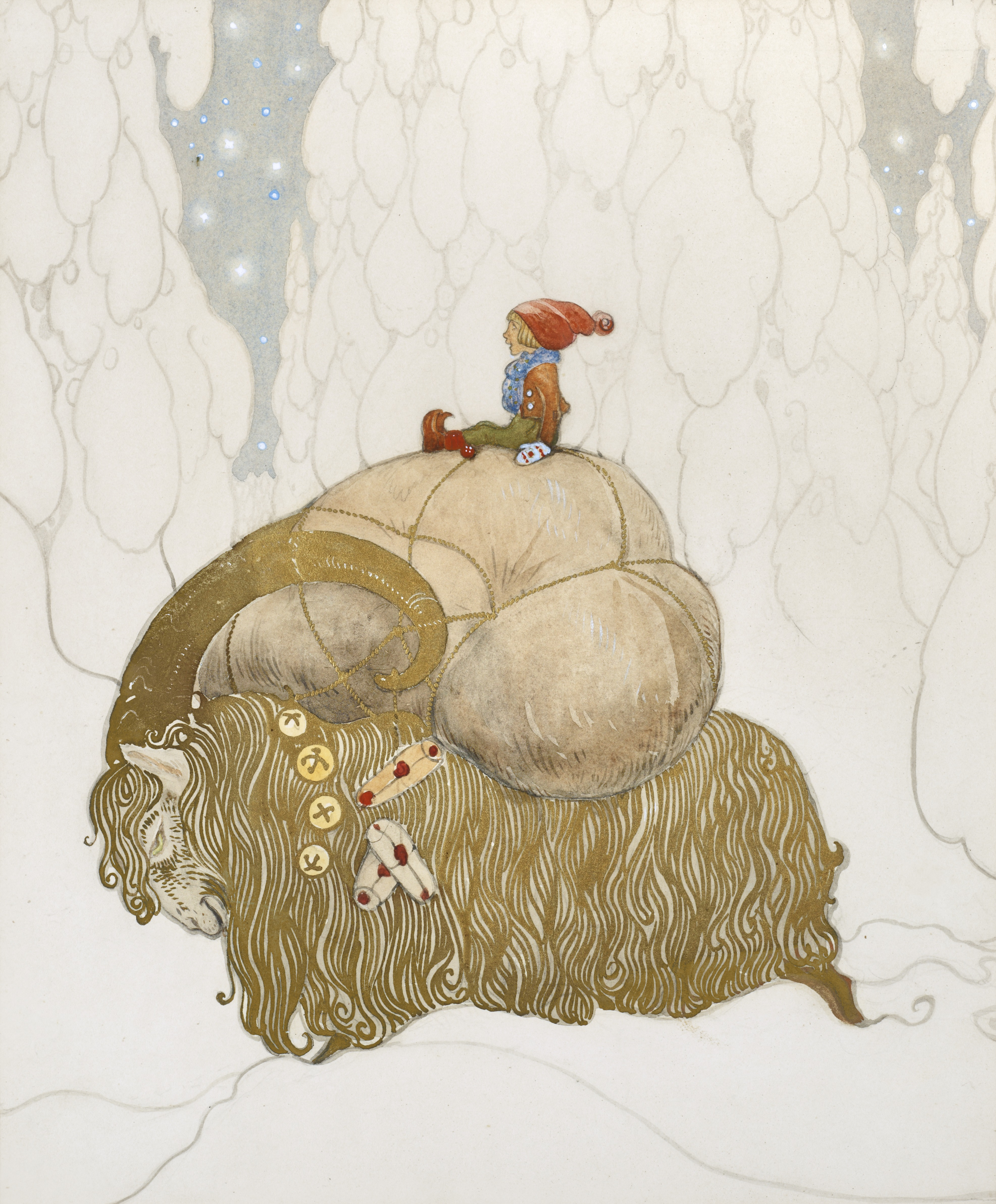
Tomtegosse med Julbocken, av John Bauer.
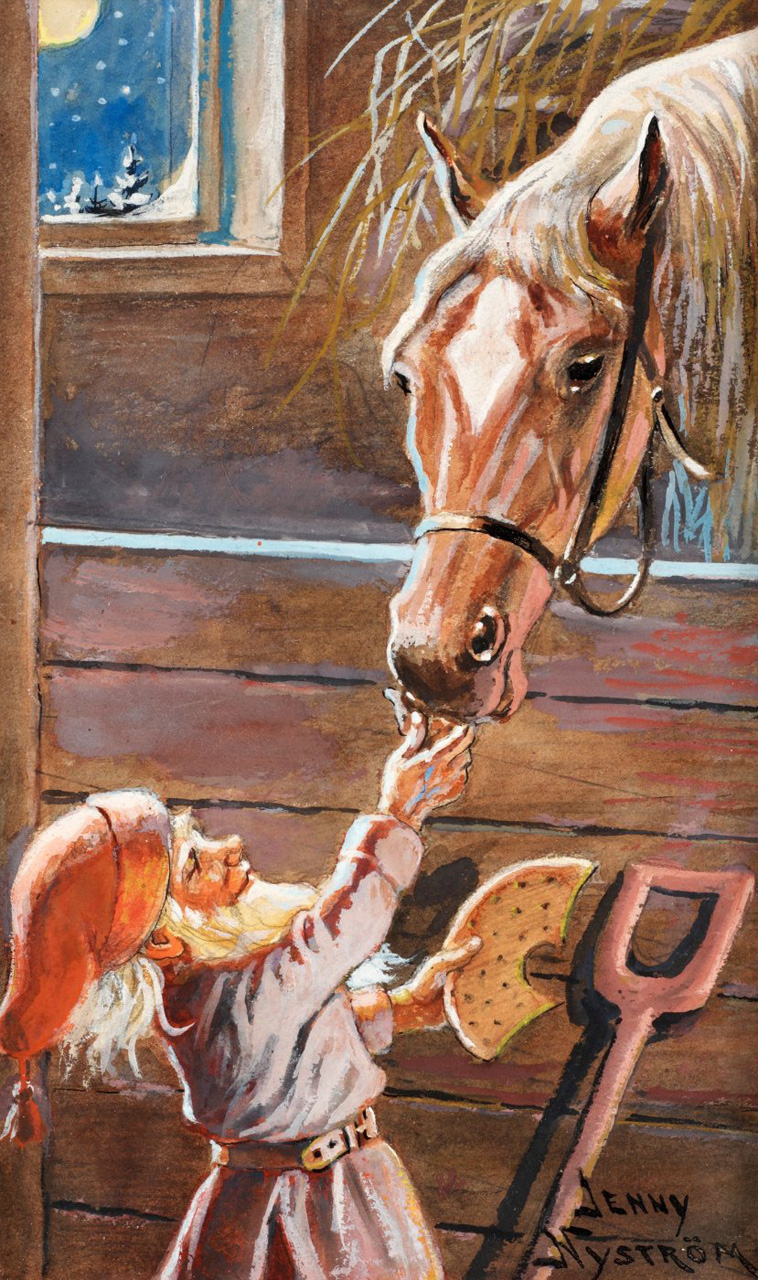
Julkort med gårdstomte, Jenny Nyström.
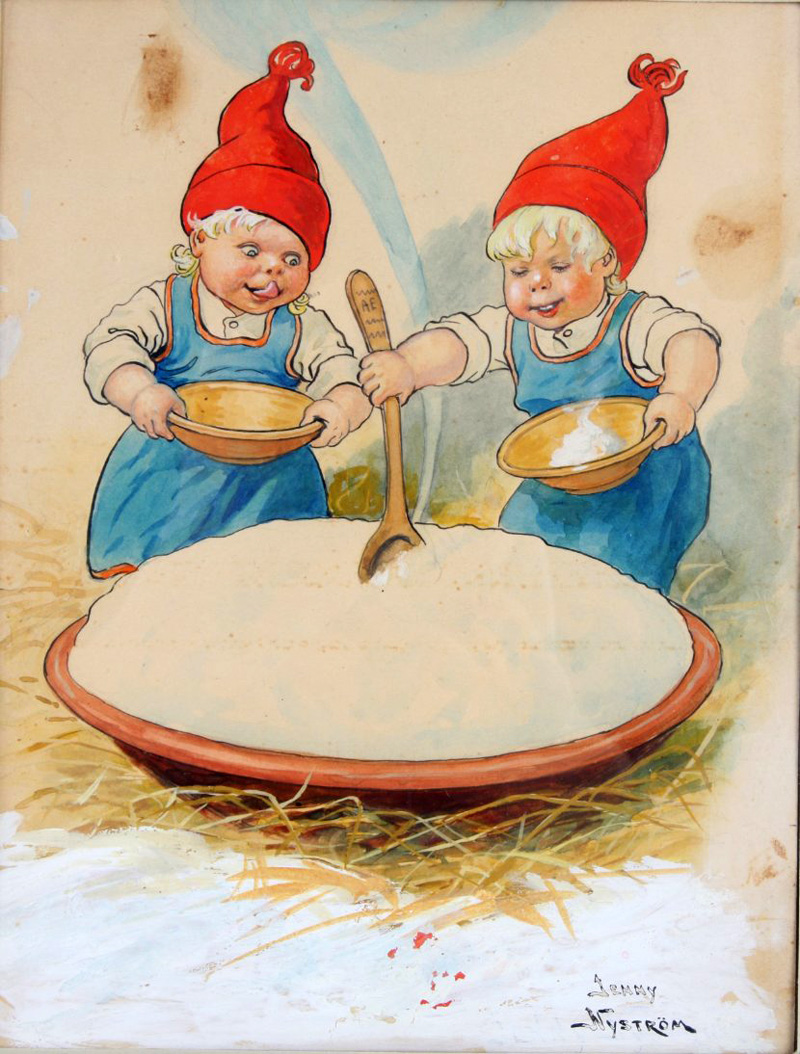
Julkort med tomtebarn, Jenny Nyström.